# Parigny (Loire)
Parigny ist eine französische Gemeinde mit 627 Einwohnern (Stand: 1. Januar 2022) im Département Loire in der Region Auvergne-Rhône-Alpes. Sie gehört zum Arrondissement Roanne im Kanton Le Coteau. Parigny ist Mitglied im Gemeindeverband Roannais Agglomération. Die Einwohner werden Parignyciens genannt.

## Geografie
Parigny liegt etwa fünf Kilometer südsüdöstlich von Roanne. Umgeben wird Parigny von den Nachbargemeinden Le Coteau im Norden, Saint-Vincent-de-Boisset im Nordosten, Notre-Dame-de-Boisset im Osten, Saint-Cyr-de-Favières im Süden sowie Commelle-Vernay im Westen.

## Weblinks

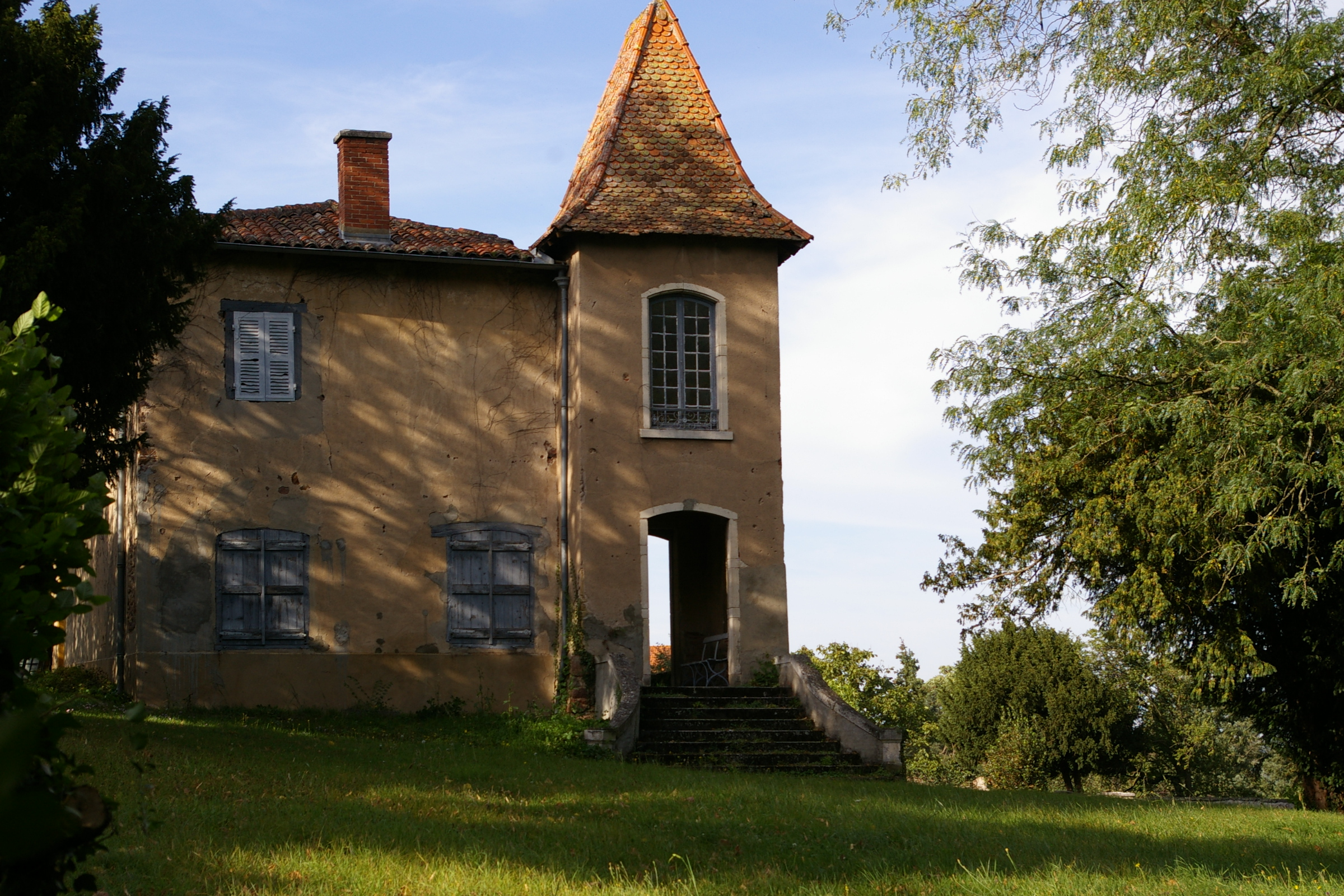
Haus des Vogts

## Bevölkerungsentwicklung
| Jahr                       | 1886 | 1936 | 1946 | 1962 | 1968 | 1975 | 1982 | 1990 | 1999 | 2006 | 2017 |
| -------------------------- | ---- | ---- | ---- | ---- | ---- | ---- | ---- | ---- | ---- | ---- | ---- |
| Einwohner                  | 320  | 279  | 259  | 307  | 280  | 372  | 469  | 503  | 507  | 545  | 609  |
| Quellen: Cassini und INSEE |      |      |      |      |      |      |      |      |      |      |      |

## Sehenswürdigkeiten
- Kirche Sainte-Madeleine
- Schloss Ailly
- Vogtei